# Andonville
Andonville est une commune française située dans le département du Loiret en région Centre-Val de Loire.

## Géographie

### Localisation

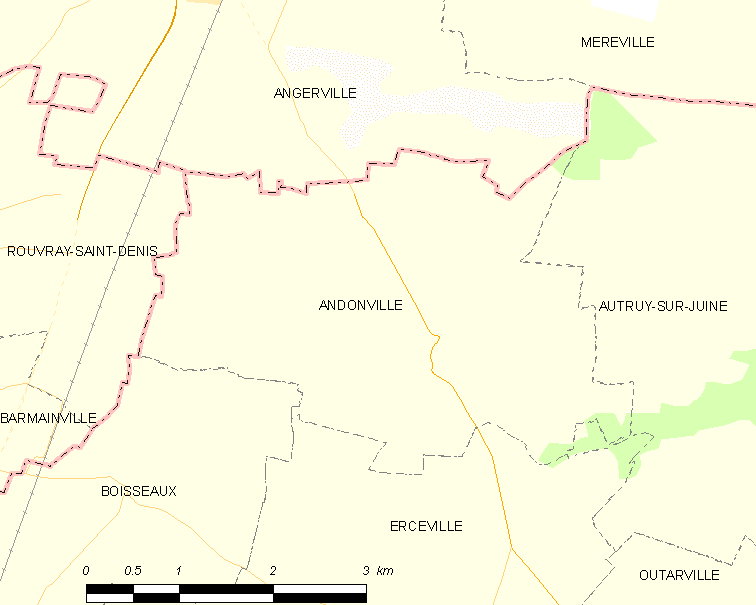
Carte de la commune d'Andonville et des communes limitrophes.

La commune d'Andonville se trouve dans le quadrant nord du département du Loiret, en limite du département de l'Essonne, dans la région agricole de la Beauce riche et l'aire urbaine de Paris.  À vol d'oiseau, elle se situe à 41,7 km  d'Orléans, préfecture du département, à 19,8 km de Pithiviers, sous-préfecture, et à 6,6 km d'Outarville, ancien chef-lieu du canton dont dépendait la commune avant mars 2015. La commune fait partie du bassin de vie d'Angerville.
Les communes les plus proches sont : Erceville (3,4 km), Boisseaux (3,5 km), Barmainville (4,8 km, en Eure-et-Loir), Autruy-sur-Juine (5,3 km), Angerville (5,3 km, dans l'Essonne), Rouvray-Saint-Denis (6,4 km, en Eure-et-Loir), Méréville (6,6 km, dans l'Essonne), Outarville (6,6 km), Léouville (6,7 km) et Charmont-en-Beauce (7 km).
| Angerville          | Monnerville | Méréville             |
| Rouvray-Saint-Denis | Andonville  | Autruy-sur-Juine      |
| Boisseaux           | Erceville   | Allainville-en-Beauce |

### Lieux-dits et écarts
- Puiselet. Hameau situé au nord-ouest de la commune.
- Richerelles. Ferme isolée située à l'est de la commune.
- La Joullière. Camping situé à l'est de la commune.
- Gondreville. Ferme isolée située à l'ouest de la commune.
- Le Chemin des Postes. Ferme isolée construite en 1970. Située à l'ouest et limitrophe de la commune de Rouvray-Saint-Denis.

### Géologie et relief

#### Géologie
La commune se situe dans le sud du Bassin parisien, le plus grand des trois bassins sédimentaires français. Cette vaste dépression, occupée dans le passé par des mers peu profondes et des lacs, a été comblée, au fur et à mesure que son socle s’affaissait, par des sables et des argiles, issus de l’érosion des reliefs alentours, ainsi que des calcaires d’origine biologique, formant ainsi une succession de couches géologiques.
Les couches affleurantes sur le territoire communal sont constituées de roches sédimentaires datant du Cénozoïque, l'ère géologique la plus récente sur l'échelle des temps géologiques, débutant il y a 66 millions d'années. Les plus anciennes sont du calcaire de Pithiviers remontant à l’époque Miocène de la période Néogène. Les plus récentes sont des alluvions et colluvions du fond des vallées secondaires remontant à l’époque Holocène de la période Quaternaire. Le descriptif de ces couches est détaillé dans  la feuille « n°292 - Méréville » de la carte géologique harmonisée au 1/50 000ème du département du Loiret, et sa notice associée.

Carte géologique de la commune

|  | FC : | alluvions et colluvions du fond des vallées secondaires, Holocène |

|  | qOE : | Limons et Loess, Quaternaire |

|  | m1MBl : | marne de Blamont, Aquitanien       |
|  | m1CPi : | calcaire de Pithiviers, Aquitanien |

#### Relief
La superficie cadastrale de la commune publiée par l’Insee, qui sert de références dans toutes les statistiques, est de 11,94 km2,. La superficie géographique, issue de la BD Topo, composante du Référentiel à grande échelle produit par l'IGN, est quant à elle de 11,96 km2. Son relief est relativement plat puisque la dénivelée maximale atteint 28 m. L'altitude du territoire varie entre 112 m et 140 m.

### Hydrographie
Aucun cours d'eau permanent n'est répertorié sur la commune.

### Climat
Pour des articles plus généraux, voir Climat du Centre-Val de Loire et Climat du Loiret.
En 2010, le climat de la commune est de type climat océanique dégradé des plaines du Centre et du Nord, selon une étude du CNRS s'appuyant sur une série de données couvrant la période 1971-2000. En 2020, Météo-France publie une typologie des climats de la France métropolitaine dans laquelle la commune est exposée à un climat océanique altéré et est dans la région climatique Sud-ouest du bassin Parisien, caractérisée par une faible pluviométrie, notamment au printemps (120 à 150 mm) et un hiver froid (3,5 °C).
Pour la période 1971-2000, la température annuelle moyenne est de 10,7 °C, avec une amplitude thermique annuelle de 15,1 °C. Le cumul annuel moyen de précipitations est de 642 mm, avec 10,9 jours de précipitations en janvier et 7,6 jours en juillet. Pour la période 1991-2020, la température moyenne annuelle observée sur la station météorologique de Météo-France la plus proche, « Louville », sur la commune de Louville-la-Chenard à 19 km à vol d'oiseau, est de 11,5 °C et le cumul annuel moyen de précipitations est de 625,8 mm,. Pour l'avenir, les paramètres climatiques de la commune estimés pour 2050 selon différents scénarios d'émission de gaz à effet de serre sont consultables sur un site dédié publié par Météo-France en novembre 2022.

### Milieux naturels et biodiversité
L’inventaire des zones naturelles d'intérêt écologique, faunistique et floristique (ZNIEFF) a pour objectif de réaliser une couverture des zones les plus intéressantes sur le plan écologique, essentiellement dans la perspective d’améliorer la connaissance du patrimoine naturel national et de fournir aux différents décideurs un outil d’aide à la prise en compte de l’environnement dans l’aménagement du territoire. Le territoire communal d'Andonville ne comprend pas de  ZNIEFF.

## Urbanisme

### Typologie
Au 1er janvier 2024, Andonville est catégorisée commune rurale à habitat dispersé, selon la nouvelle grille communale de densité à sept niveaux définie par l'Insee en 2022.
Elle est située hors unité urbaine. Par ailleurs la commune fait partie de l'aire d'attraction de Paris, dont elle est une commune de la couronne,.

### Occupation des sols
L'occupation des sols de la commune, telle qu'elle ressort de la base de données européenne d’occupation biophysique des sols Corine Land Cover (CLC), est marquée par l'importance des territoires agricoles (95,9 % en 2018), en diminution par rapport à 1990 (98,2 %). La répartition détaillée en 2018 est la suivante : 
terres arables (95,5 %), zones urbanisées (2,8 %), forêts (1,3 %), zones agricoles hétérogènes (0,5 %).

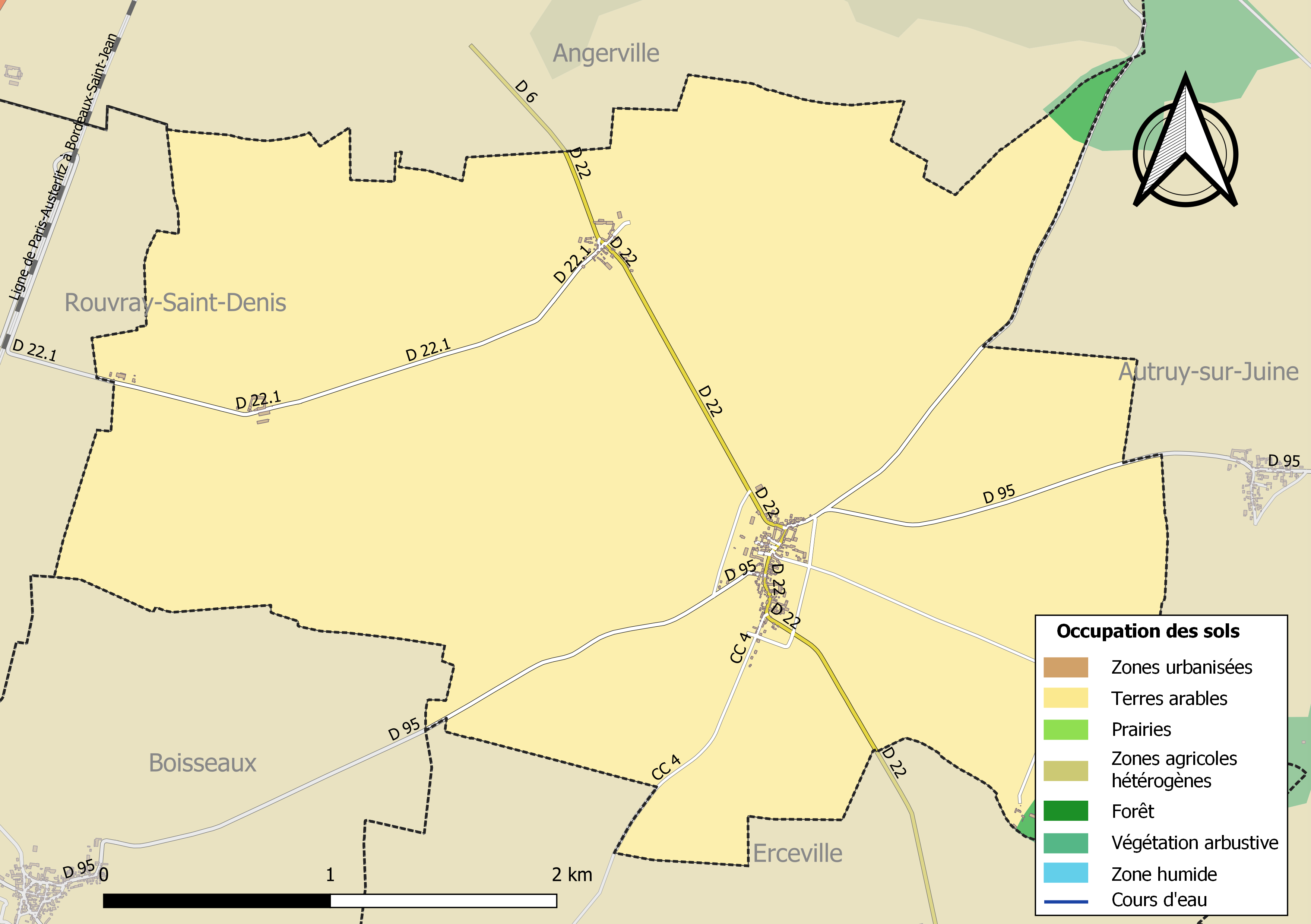
Carte des infrastructures et de l'occupation des sols en 2018 (CLC) de la commune.
Carte orthophotogrammétrique de la commune.

### Voies de communications et transports

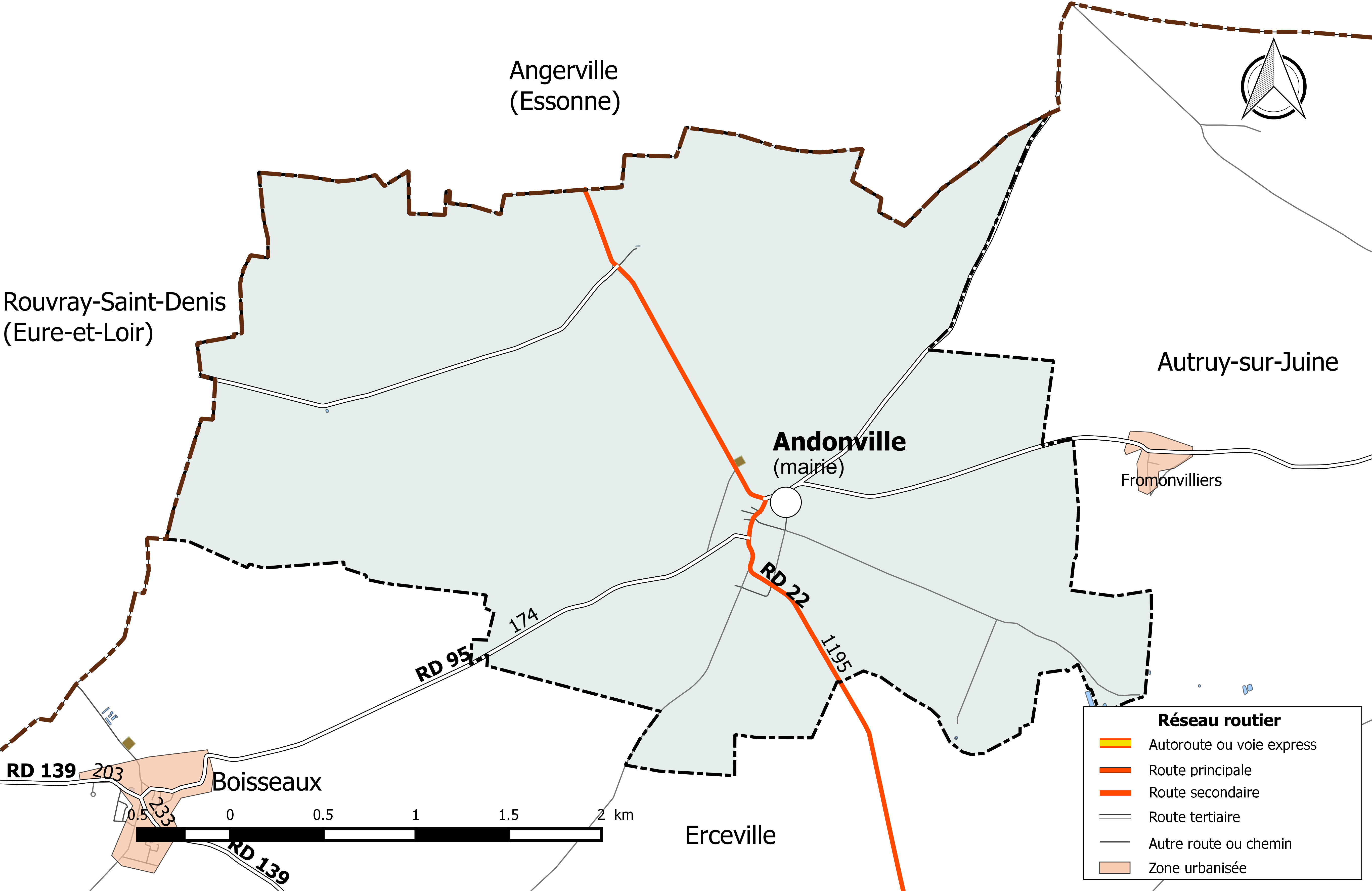
Réseau routier principal de la commune de Andonville (avec indication du trafic routier 2014).

### Risques naturels et technologiques
La commune d'Andonville est vulnérable à différents aléas naturels : climatiques (hiver exceptionnel ou canicule), mouvements de terrains ou sismique (sismicité très faible). 
Entre 1989 et 2019, un arrêté ministériel ayant porté reconnaissance de catastrophe naturelle a été pris pour le territoire de la commune  pour des inondations et coulées de boues.
Le territoire de la commune peut être concerné par un risque d'effondrement de cavités souterraines non connues. Une cartographie départementale de l'inventaire des cavités souterraines et des désordres de surface a été réalisée. Il a été recensé sur la commune plusieurs effondrements de cavités.
Par ailleurs le sol du territoire communal peut faire l'objet de mouvements de terrain liés à la sécheresse. Le phénomène de retrait-gonflement des argiles est la conséquence d'un changement d'humidité des sols argileux. Les argiles sont capables de fixer l'eau disponible mais aussi de la perdre en se rétractant en cas de sécheresse. Ce phénomène peut provoquer des dégâts très importants sur les constructions (fissures, déformations des ouvertures) pouvant rendre inhabitables certains locaux. Celui-ci a particulièrement affecté le Loiret après la canicule de l'été 2003. Une grande partie du territoire de la commune est soumis à un aléa « faible » face à ce risque, selon l'échelle définie par le Bureau de recherches géologiques et minières (BRGM).
Depuis le 22 octobre 2010, la France dispose d’un nouveau zonage sismique divisant le territoire national en cinq zones de sismicité croissante. La commune, à l’instar de l’ensemble du département,  est concernée par un risque très faible.

## Histoire
En 1749, un plan des terres et seigneuries d'Andonville, Puiselet, Richerelles, Fromonvilliers est levé pour le seigneur de ces lieux, messire Anne Jean Baptiste Goislard (fils de Anne-Charles Goislard de Montsabert), chevalier, conseiller au parlement de Paris. Son unique héritière est Anne Cornélie Françoise, épouse de Charles Louis d'Aubin de Planoy, conseiller au Parlement de Paris. C'est une amie du dessinateur orléanais Aignan-Thomas Desfriches qui a laissé un dessin du château qui fut détruit au XIXe siècle.
Les boiseries du XVIIIe siècle de l'ancien salon de musique du château ornent désormais le tambour de porte de l'église Saint-Basile d'Étampes.

## Politique et administration

### Découpage territorial

#### Bloc communal: Commune et intercommunalités
La paroisse d'Andonville acquiert le statut de municipalité avec le  décret du 12 novembre 1789 de l'Assemblée Nationale puis celui de « commune », au sens de l'administration territoriale actuelle, par le décret de la Convention nationale du 10 brumaire an II (31 octobre 1793). Il faut toutefois attendre la loi du 5 avril 1884 sur l'organisation municipale pour qu'un régime juridique uniforme soit défini pour toutes les communes de France, point de départ de l’affirmation progressive des communes face au pouvoir central.
Aucun événement de restructuration majeure du territoire, de type suppression, cession ou réception de territoire, n'a affecté la commune depuis sa création.

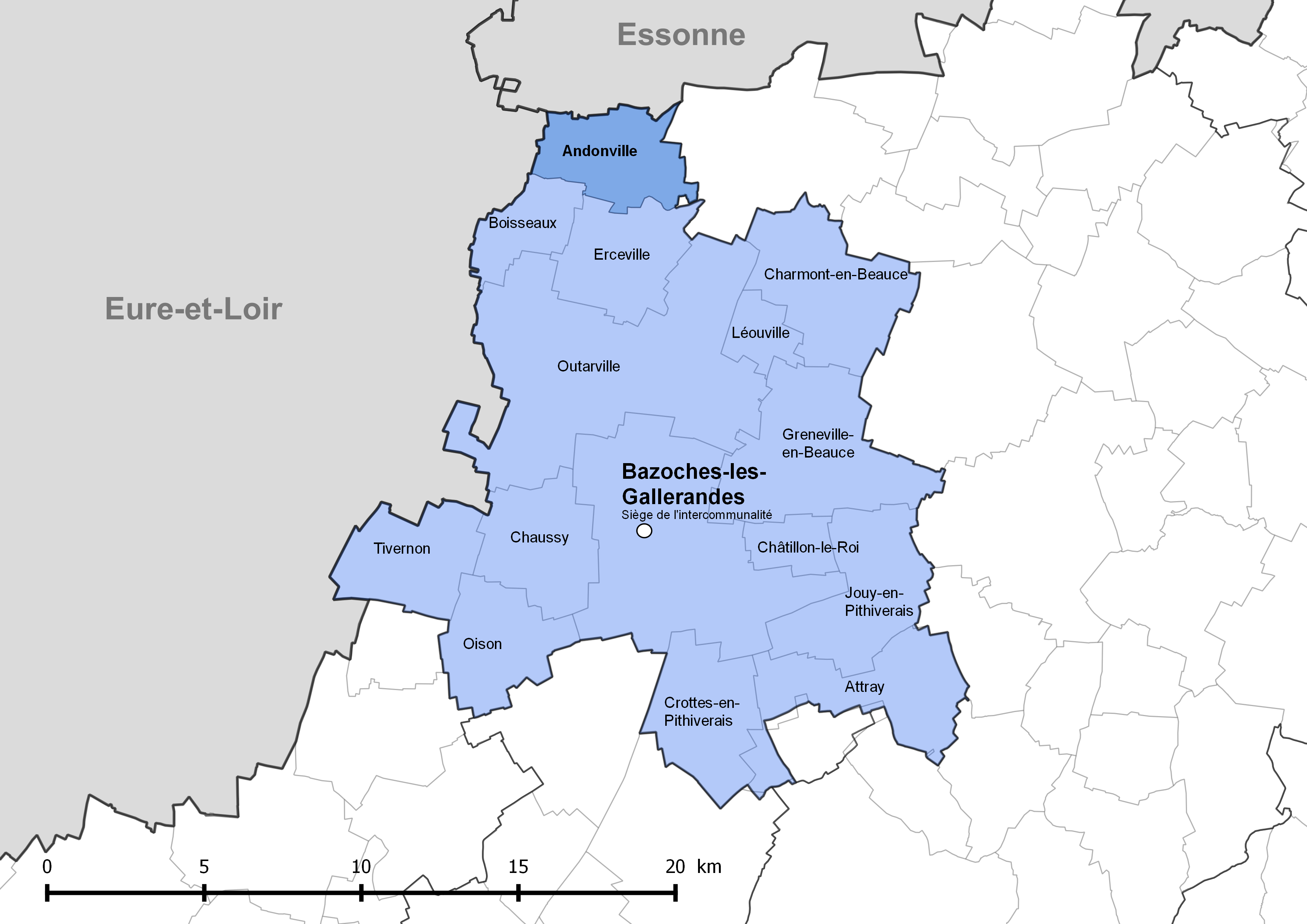
Localisation de la commune d'Andonville dans la communauté de communes de la Plaine du Nord Loiret.

La commune est membre de la communauté de communes de la Plaine du Nord Loiret depuis sa création le 24 novembre 2004.
La loi du 7 août 2015 portant nouvelle organisation territoriale de la République (dite loi NOTRe), visant une réduction du nombre d'intercommunalités en France, fait passer de 5 000 à 15 000 habitants, sauf exceptions, le seuil démographique minimal pour constituer une intercommunalité et a un impact sur les périmètres des intercommunalités du département du Loiret dont le nombre passe de 28 à 16. Mais la communauté de communes de la Plaine du Nord Loiret, avec une très faible densité de population (inférieure à 30 % de la densité nationale), a un seuil maintenu à 5 000 habitants et ne voit pas son périmètre changer et la commune d'Andonville en reste donc membre. Cette loi a toutefois un impact sur ses compétences avec l'attribution de nouvelles compténces comme de la gestion des milieux aquatiques et de la prévention des inondations à partir du 1er janvier 2018.

#### Circonscriptions de rattachement
La loi du 22 décembre 1789 divise le pays en 83 départements découpés chacun en six à neuf districts eux-mêmes découpés en cantons regroupant des communes. Les districts, tout comme les départements, sont le siège d’une administration d’État et constituent à ce titre des circonscriptions administratives. La commune d'Andonville est alors incluse dans le canton de Boisseaux, le district de Neuville et le département du Loiret.
La recherche d’un équilibre entre la volonté d’organiser une administration dont les cadres permettent l’exécution et le contrôle des lois d’une part, et la volonté d’accorder une certaine autonomie aux collectivités de base (paroisses, bourgs, villes) d’autre part, s’étale de 1789 à 1838. Les découpages territoriaux évoluent ensuite au gré des réformes visant à décentraliser ou recentraliser l'action de l'État. La régionalisation fonctionnelle des services de l'État (1945-1971) aboutit à la création de régions. L'acte I de la décentralisation de 1982-1983 constitue une étape importante en donnant l'autonomie aux collectivités territoriales, régions, départements et communes. L'acte II intervient en 2003-2006, puis l'acte III en 2012-2015.
Le tableau suivant présente les rattachements, au niveau infra-départemental, de la commune d'Andonville aux différentes circonscriptions administratives et électorales ainsi que l'historique de l'évolution de leurs territoires.
| Circonscription             | Nom                      | Période   | Type                         | Évolution du découpage territorial |
| --------------------------- | ------------------------ | --------- | ---------------------------- | --- |
| District                    | Neuville                 | 1790-1795 | Administrative               | La commune est rattachée au district de Neuville de 1790 à 1795,. La Constitution du 5 fructidor an III, appliquée à partir de vendémiaire an IV (1795) supprime les districts, rouages administratifs liés à la Terreur, mais maintient les cantons qui acquièrent dès lors plus d'importance. |
| Canton                      | Boisseaux                | 1790-1801 | Administrative et électorale | Le 10 février 1790, la municipalité d'Andonville est rattachée au canton de Boisseaux. Les cantons acquièrent une fonction administrative avec la disparition des districts en 1795. |
| Canton                      | Bazoches-les-Gallerandes | 1801-2015 | Administrative et électorale | Sous le Consulat, un redécoupage territorial visant à réduire le nombre de justices de paix ramène le nombre de cantons dans le Loiret de 59 à 31. Andonville est alors rattachée par arrêté du 9 vendémiaire an X (30 septembre 1801) au canton de Bazoches-les-Gallerandes,. |
| Canton                      | Pithiviers               | 2015-     | Électorale                   | La loi du 17 mai 2013 et ses décrets d'application publiés en février et mars 2014 introduisent un nouveau découpage territorial pour les élections départementales. La commune est alors rattachée au nouveau canton de Pithiviers. Depuis cette réforme, plus aucun service de l'État n'exerce sa compétence sur un territoire s'appuyant sur le nouveau découpage cantonal. Le canton a disparu en tant que circonscription administrative de l'État ; il est désormais uniquement une circonscription électorale dédiée à l'élection d'un binôme de conseillers départementaux siégeant au conseil départemental. |
| Arrondissement              | Pithiviers               | 1801-1926 | Administrative               | Andonville est rattachée à l'arrondissement de Pithiviers par arrêté du 9 vendémiaire an X (30 septembre 1801),. |
| Arrondissement              | Orléans                  | 1926-1942 | Administrative               | Sous la Troisième République, en raison d'un endettement considérable et de l'effort nécessaire pour la reconstruction post-Première Guerre mondiale, la France traverse une crise financière. Pour réduire les dépenses de l’État, Raymond Poincaré fait voter plusieurs décrets-lois réformant en profondeur l’administration française : 106 arrondissements sont ainsi supprimés, dont ceux de Gien et de Pithiviers dans le Loiret par décret du 10 septembre 1926. Andonville est ainsi transférée de l'arrondissement de Pithiviers à celui d'Orléans,.                                                        |
| Arrondissement              | Pithiviers               | 1942-     | Administrative               | La loi du 1er juin 1942 rétablit l'arrondissement de Pithiviers. Andonville est alors à nouveau rattachée à l'arrondissement de Pithiviers. |
| Circonscription législative | 5e circonscription       | 2010-     | Électorale                   | Lors du découpage législatif de 1986, le nombre de circonscriptions législatives passe dans le Loiret de 4 à 5. Un nouveau redécoupage intervient en 2010 avec la loi du 23 février 2010. En attribuant un siège de député « par tranche » de 125 000 habitants, le nombre de circonscriptions par département varie désormais de 1 à 21,. Dans le Loiret, le nombre de circonscriptions passe de cinq à six. La réforme n'affecte pas Andonville qui reste rattachée à la cinquième circonscription. |

#### Collectivités de rattachement
La commune d'Andonville est rattachée au département du Loiret et à la région Centre-Val de Loire, à la fois circonscriptions administratives de l'État et collectivités territoriales.

### Politique et administration municipales

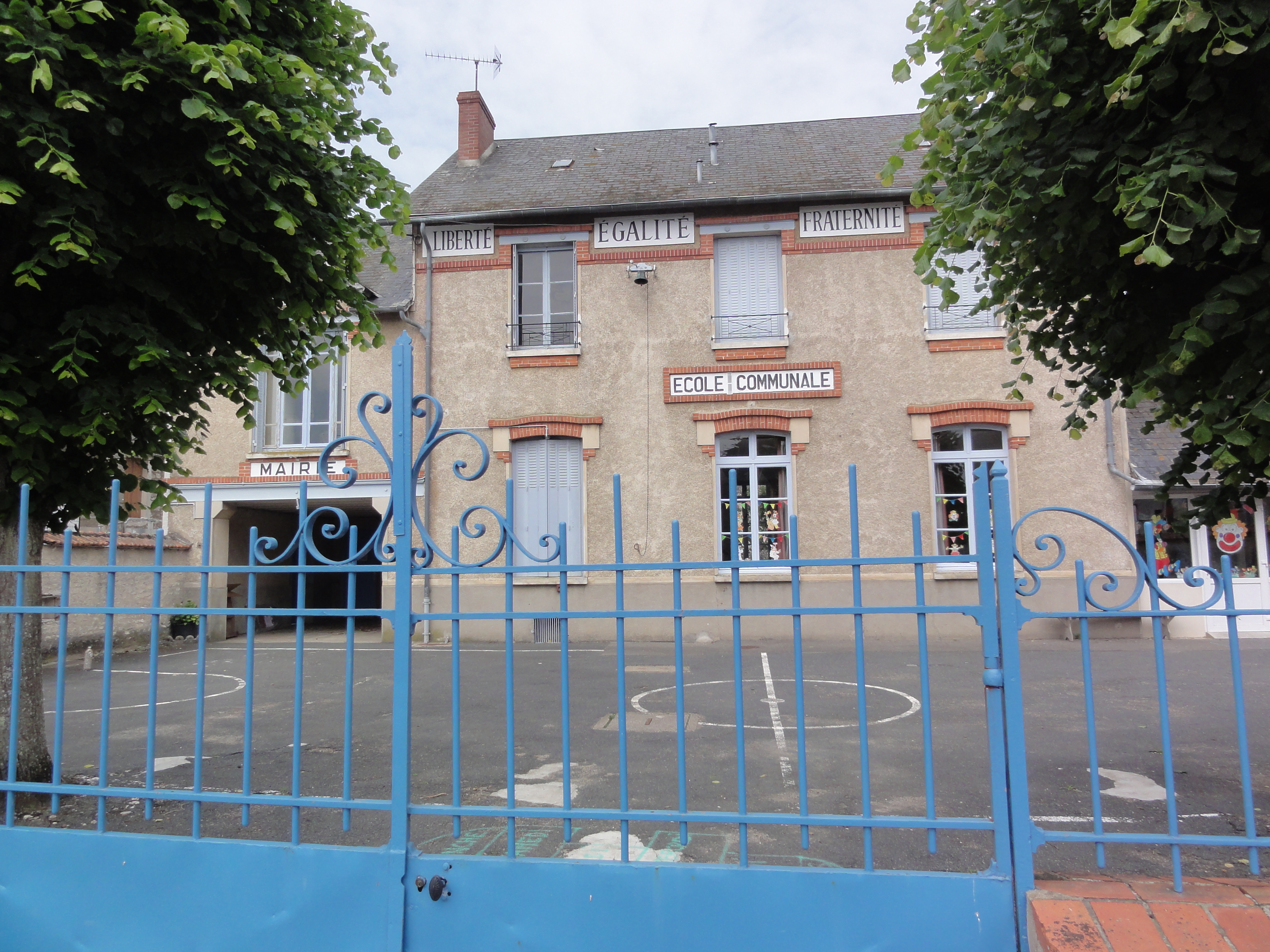
Mairie - école.

#### Conseil municipal et maire
Depuis les élections municipales de 2014, le conseil municipal d'Andonville, commune de moins de 1 000 habitants, est élu au scrutin majoritaire plurinominal à deux tours, les électeurs pouvant modifier les listes, panacher, ajouter ou supprimer des candidats sans que le vote soit nul,  pour un mandat de six ans renouvelable. Il est composé de 11 membres. L'exécutif communal est constitué par le maire, élu par le conseil municipal parmi ses membres, pour un mandat de six ans, c'est-à-dire pour la durée du mandat du conseil.
| Période                                  | Période   | Identité         | Étiquette | Qualité     |
| ---------------------------------------- | --------- | ---------------- | --------- | ----------- |
| mars 23 juin 1995                        | mars 2001 | Georges Sevestre |           | Agriculteur |
| mars 2001                                | mars 2008 | Guy Vassot       |           | Agriculteur |
| mars 2008                                | En cours  | Jean-Marc Lirot, |           | artisan     |
| Les données manquantes sont à compléter. |           |                  |           |             |

### Finances
En 2011, la commune disposait d’un budget de 171 000 € dont 158 000 € de fonctionnement et 13 000 € d'investissement, en augmentation de 1 % par rapport à 2005.
Le budget de fonctionnement était financé à hauteur de 44,5 % par les impôts locaux, 12,1 % par d'autres impôts et taxes et 15,5 % par la dotation globale de fonctionnement. Ces indicateurs étaient cette même année pour les communes de la même strate, de moins de 250 habitants, respectivement de 28,8 %, 8,3 % et 27,5 %.
Les taux d’imposition fixés par la commune étaient de 8,5 % pour la taxe d'habitation, de 9,1 % pour la taxe foncière sur le bâti et 31,6 % pour la taxe foncière sur le non-bâti. Les taux de la strate des communes de moins de 250 habitants étaient respectivement de 9 %, 13,6 % et 38,6 %.
Le taux de la cotisation foncière des entreprises, qui a remplacé la taxe professionnelle en 2010, fixé par l’intercommunalité, était de 15,2 %.
La dette cumulée de la commune s’élevait au 31 décembre 2011 à 68 000 €, soit 332 € par habitant.  La dette moyenne par habitant de la strate des communes de moins de 250 habitants s'élevait quant à elle en 2011 à 503 €.
| Année | Population | Fonctionnement   | Fonctionnement  | Fonctionnement   | Investissements    | Investissements | Autofinancement | Endettement              | Endettement                              | Fiscalité | Fiscalité | Fiscalité | Fiscalité | Fiscalité                     | Fiscalité                     | Fiscalité              |
| Année | Population | Produits (en k€) | Charges (en k€) | Résultat (en k€) | Ressources (en k€) | Emplois (en k€) | CAF (en k€)     | encours au 31/12 (en k€) | encours par habitant (en € par habitant) | TH        | TFb       | TFnb      | Tpfa      | Potentiel fiscal par habitant | Potentiel fiscal par habitant | Produits impôts locaux |
| Année | Population | Produits (en k€) | Charges (en k€) | Résultat (en k€) | Ressources (en k€) | Emplois (en k€) | CAF (en k€)     | encours au 31/12 (en k€) | encours par habitant (en € par habitant) | TH        | TFb       | TFnb      | Tpfa      | commune                       | strate                        |                        |
| --- | ---------- | ---------------- | --------------- | ---------------- | ------------------ | --------------- | --------------- | ------------------------ | ---------------------------------------- | --------- | --------- | --------- | --------- | ----------------------------- | ----------------------------- | ---------------------- |
| 2005 | 219        | 148              | 107             | 41               | 22                 | 41              | 48              | 0                        | 2                                        | 8,5 %     | 9,1 %     | 31,6 %    | 0 %       | 342                           | 356                           | 47                     |
| 2006 | 219        | 144              | 120             | 24               | 113                | 173             | 31              | 1                        | 3                                        | 8,5 %     | 9,1 %     | 31,6 %    | 0 %       | 343                           | 362                           | 43                     |
| 2007 | 219        | 155              | 143             | 12               | 302                | 427             | 21              | 116                      | 530                                      | 8,5 %     | 9,1 %     | 31,6 %    | 0 %       | 372                           | 379                           | 46                     |
| 2008 | 219        | 155              | 156             | -2               | 167                | 18              | 6               | 103                      | 469                                      | 8,5 %     | 9,1 %     | 31,6 %    | 0 %       | 392                           | 375                           | 46                     |
| 2009 | 208        | 166              | 141             | 24               | 91                 | 25              | 26              | 92                       | 441                                      | 8,5 %     | 9,1 %     | 31,6 %    | 0 %       | 528                           | 400                           | 48                     |
| 2010 | 206        | 157              | 130             | 27               | 12                 | 16              | 28              | 80                       | 389                                      | 8,5 %     | 9,1 %     | 31,6 %    | 0 %       | 533                           | 412                           | 46                     |
| 2011 | 205        | 158              | 139             | 18               | 13                 | 30              | 20              | 68                       | 332                                      | 8,5 %     | 9,1 %     | 31,6 %    | 0 %       | 0                             | 0                             | 48                     |
| Notes : CAF = Capacité d'autofinancement nette du remboursement en capital des emprunts, TH = Taux de la taxe d'habitation, TFb = taux de la taxe sur le foncier bâti, TFnb = taux de la taxe sur le foncier non bâti, Tpfa = Taxe professionnelle (fiscalité additionnelle) |            |                  |                 |                  |                    |                 |                 |                          |                                          |           |           |           |           |                               |                               |                        |

## Équipements et services

### Environnement

#### Gestion des déchets
En 2016, la commune est membre du SITOMAP de la région Pithiviers, créé en 1968. Celui-ci assure la collecte et le traitement des ordures ménagères résiduelles, des emballages ménagers recyclables  et des encombrants en porte à porte et du verre en points d’apport volontaire. Un réseau de huit déchèteries accueille les encombrants et autres déchets spécifiques (déchets verts, déchets dangereux, gravats, ferraille, cartons…). La déchèterie la plus proche de la commune est située sur la commune de Méréville.
L'élimination et la valorisation énergétique des déchets ménagers et de ceux issus de la collecte sélective sont effectuées dans l'outil de traitement appelé BEGEVAL, installé à Pithiviers et géré par le syndicat de traitement Beauce Gâtinais Valorisation (BGV) qui regroupe le territoire des trois syndicats de collecte : SMETOM, SITOMAP et SIRTOMRA. Cet outil est composé d’un centre de valorisation matière qui trie les emballages issus de la collecte sélective, les journaux-magazines et les cartons de déchèteries, et d’un centre de valorisation énergétique qui incinère les ordures ménagères résiduelles et le tout-venant incinérable des déchèteries ainsi que les refus du centre de tri.
Depuis le 1er janvier 2017, la « gestion des déchets ménagers » ne fait plus partie des compétences de la commune mais est une compétence obligatoire de la communauté de communes de la Plaine du Nord Loiret en application de la loi NOTRe du 7 août 2015.

#### Production et distribution d'eau
Le service public d’eau potable est une compétence obligatoire des communes depuis l’adoption de la loi du 30 décembre 2006 sur l’eau et les milieux aquatiques. Au 31 décembre 2016, la production de l'eau potable sur le territoire communal est assurée par le syndicat mixte de production d'eau potable de Trémeville, et la distribution par le syndicat intercommunal d'alimentation en eau potable d'Erceville - Andonville - Boisseaux.
La loi NOTRe du 7 août 2015 prévoit que le transfert des compétences « eau et assainissement » vers les communautés de communes sera obligatoire à compter du 1er janvier 2020. Le transfert d’une compétence entraîne  de  facto la mise à disposition gratuite de plein droit des biens, équipements et services publics utilisés, à la date du transfert, pour l'exercice de ces compétences et la substitution de la communauté dans les droits et obligations des communes,.

#### Assainissement
La compétence assainissement, qui recouvre obligatoirement la collecte, le transport et l’épuration des eaux usées, l’élimination des boues produites, ainsi que le contrôle des raccordements aux réseaux publics de collecte, est assurée  par la commune elle-même.
La commune est raccordée à une station d'épuration située sur le territoire communal, mise en service le 1er juillet 2006 et dont la capacité nominale de traitement est de  250 EH, soit 37 m3/jour. Cet équipement utilise un procédé d'épuration de type lagunage naturel. Son exploitation est assurée en 2017 par Andonville            ,.
L’assainissement non collectif (ANC) désigne les installations individuelles de traitement des eaux domestiques qui ne sont pas desservies par un réseau public de collecte des eaux usées et qui doivent en conséquence traiter elles-mêmes leurs eaux usées avant de les rejeter dans le milieu naturel. La communaute de communes de la Plaine du Nord Loiret a créé le 1er janvier 2006 un service public d'assainissement non collectif (SPANC) qui a pour missions la vérification de la conception et de l’exécution des ouvrages pour les installations neuves ou réhabilitées et la vérification périodique du bon fonctionnement et de l’entretien des installations existantes,.

## Population et société

### Démographie
L'évolution du nombre d'habitants est connue à travers les recensements de la population effectués dans la commune depuis 1793. Pour les communes de moins de 10 000 habitants, une enquête de recensement portant sur toute la population est réalisée tous les cinq ans, les populations de référence des années intermédiaires étant quant à elles estimées par interpolation ou extrapolation. Pour la commune, le premier recensement exhaustif entrant dans le cadre du nouveau dispositif a été réalisé en 2007.

En 2022, la commune comptait 252 habitants, en évolution de +7,23 % par rapport à 2016 (Loiret : +1,89 %, France hors Mayotte : +2,11 %).
| 1793 | 1800 | 1806 | 1821 | 1831 | 1836 | 1841 | 1846 | 1851 |
| ---- | ---- | ---- | ---- | ---- | ---- | ---- | ---- | ---- |
| 315  | 338  | 334  | 310  | 347  | 392  | 361  | 377  | 353  |

| 1856 | 1861 | 1866 | 1872 | 1876 | 1881 | 1886 | 1891 | 1896 |
| ---- | ---- | ---- | ---- | ---- | ---- | ---- | ---- | ---- |
| 369  | 398  | 418  | 433  | 390  | 360  | 371  | 361  | 365  |

| 1901 | 1906 | 1911 | 1921 | 1926 | 1931 | 1936 | 1946 | 1954 |
| ---- | ---- | ---- | ---- | ---- | ---- | ---- | ---- | ---- |
| 310  | 330  | 284  | 260  | 277  | 268  | 255  | 269  | 217  |

| 1962 | 1968 | 1975 | 1982 | 1990 | 1999 | 2006 | 2007 | 2012 |
| ---- | ---- | ---- | ---- | ---- | ---- | ---- | ---- | ---- |
| 204  | 194  | 184  | 157  | 175  | 217  | 202  | 200  | 208  |

| 2017 | 2022 | - | - | - | - | - | - | - |
| ---- | ---- | - | - | - | - | - | - | - |
| 246  | 252  | - | - | - | - | - | - | - |

## Culture locale et patrimoine

### Lieux et monuments

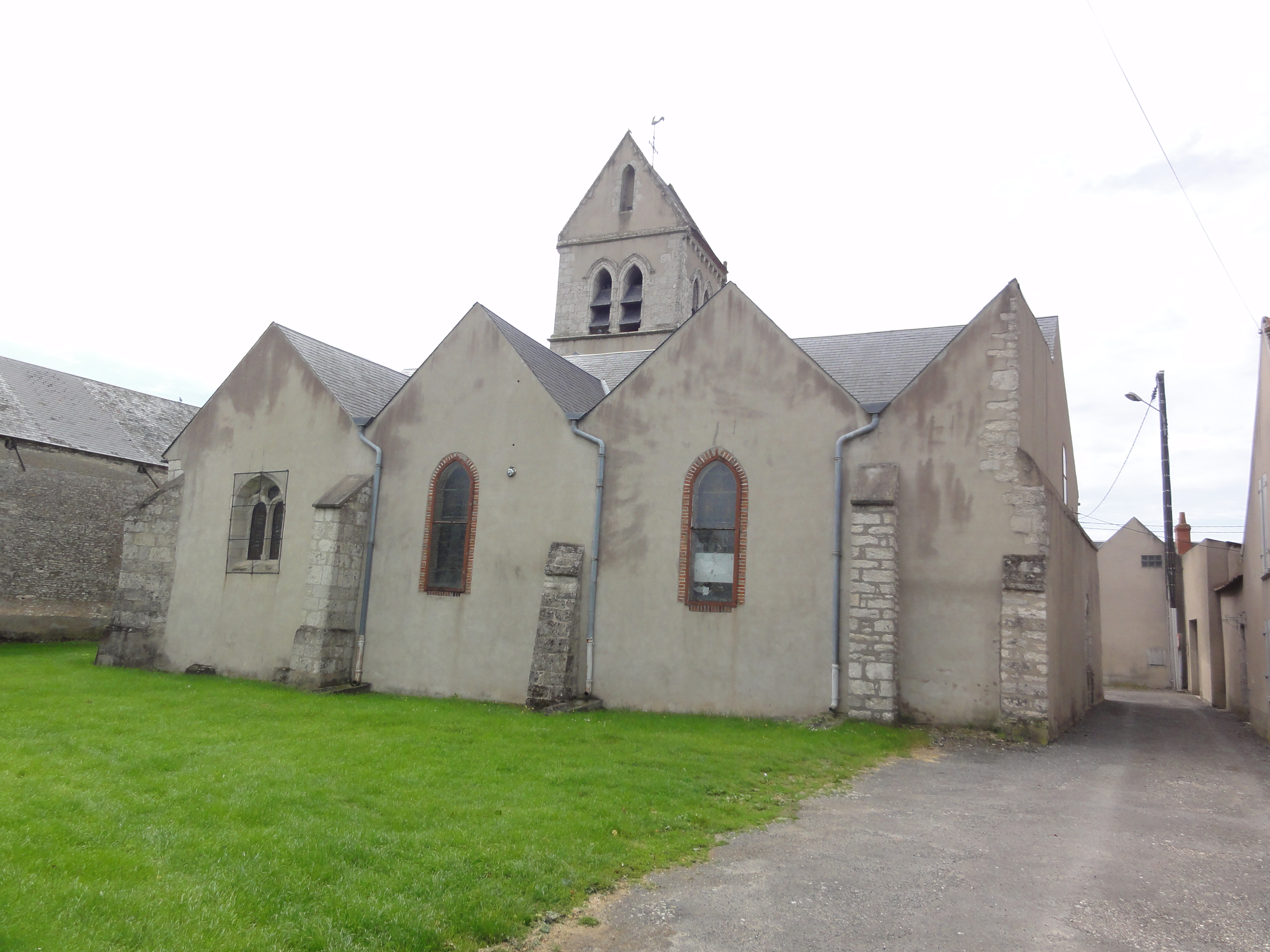
L'église.

- Le dolmen de La Pierre Clouée ou Koraïre a été classé Monument historique en 1889[93] ;
- L'église Saint-Pierre ;
- La zone naturelle d'intérêt écologique, faunistique et floristique de type 2 dite de la haute vallée de la Juine se situe en partie sur le territoire de la commune[94].

### Personnalités liées à la commune
- Anne-Jean-Baptiste Goislard (1709-1772), seigneur de Baillé (Maine-et-Loire) et d'Andonville, conseiller au Parlement de Paris. Il avait épousé le 29 mai 1739 Marie-Françoise Madeleine Charlotte Magneux, décédée à Andonville en 1785.
- Henri-Alexandre Tessier (1741-1837), médecin et agronome, qui, en tant que familier de la famille Goislard, résida longtemps au château d'Andonville où il se livra à diverses expériences scientifiques. Il a rédigé un article sur l'état de l'agriculture à Andonville vers 1785 dans l'Encyclopédie méthodique. Agriculture[95].
- Jean Baptiste Genty (1767-1825), peintre et miniaturiste français est né à Andonville.